# Армейские комитеты
Арме́йские комите́ты, иногда называемые Солдатские комитеты — высшие выборные политические организации в русской армии, возникшие в 1917 году.

## Общие сведения
Армейские комитеты, руководили деятельностью военных комитетов, возникших в ходе Февральской революции 1917 года. В войсках они выполняли функции Советов. Избирались явочным порядком на общем собрании части после выхода 1 (14) марта 1917 приказа № 1 Петроградского совета рабочих и солдатских депутатов.
Армейским комитетам предоставлялось право управлять работой военных комитетов армии, проводить в пределах своей компетенции расследования во всём армейском районе, для чего создавались «летучие» отряды, выносить постановления по конкретным вопросам, не имеющим общего характера.

## Организационная структура
Высшее командование и Ставка Верховного главнокомандования, стремясь установить над комитетами свой контроль, распорядились ввести в них представителей офицерского состава. Приказом Верховного главнокомандования генерала М. Алексеева от 30 марта (12 апреля) 1917 года было введено «Временное положение об организации чинов действующей армии и флота». В соответствии с ним армейские комитеты избирались из представителей дивизионных комитетов (один офицер на 2 солдата) на армейском съезде. Для текущей работы армейские комитеты образовывали советы армейских комитетов в составе 25 % своих членов. Для решения важных вопросов совет созывал комитет в полном составе.
В армейских комитетах преобладали представители меньшевиков и эсеров. С осени 1917 года, после перевыборов, началась их большевизация.